# لوکانیا

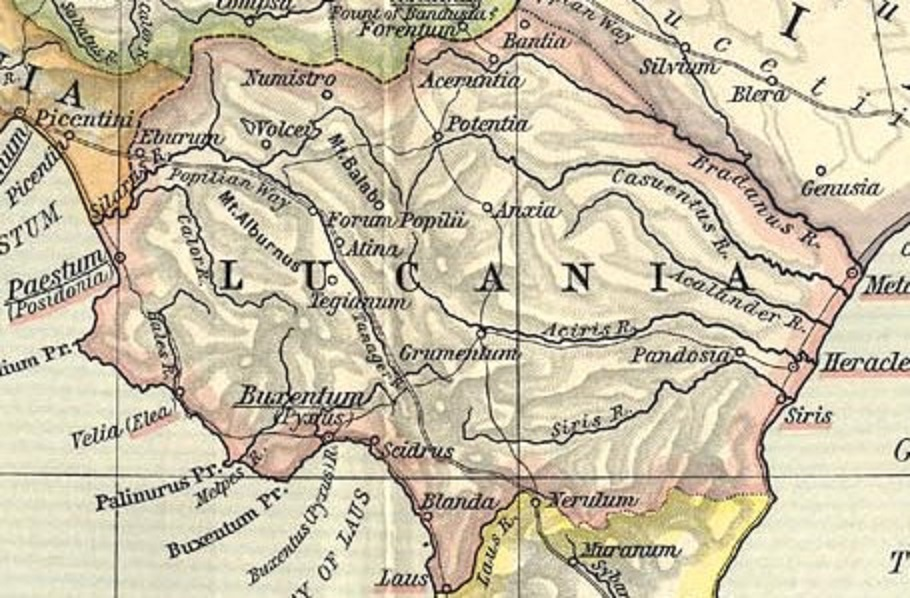
نقشه لوکانیا

لوکانیا (یونانی مدرن:"Levkanía") منطقه ای باستانی در ایتالیای جنوبی بود. این سرزمین لوکان‌ها، از اقوام اسکان را در خود جای می داد. لوکانیا از دریای تیریرن تا خلیج تارانتو امتداد داشت. 
این کشور با سامنیوم و کامپانیا در شمال، پولیا در شرق و کالابریا در جنوب غربی هم مرز است. بنابراین تقریباً تمام منطقه مدرن باسیلیکاتا ، بخش جنوبی استان سالرنو و بخش شمالی استان کوزنتسا را شامل می شد . 